# Wim Jacobs (voetballer)
Wim Jacobs (Leunen, 5 september 1964) is een voormalige Nederlandse voetballer.

## Loopbaan
De van SV Leunen afkomstige Jacobs was tussen 1984 en 1986 twee jaar lang reserve-keeper bij VVV onder trainer Sef Vergoossen. Diens opvolger Jan Reker wilde echter een meer ervaren tweede doelman achter John Roox en trok daarvoor Rik Laurs aan. Jacobs keerde in 1986 terug naar SV Leunen en verdedigde nadien het doel bij Volharding en SV Venray.
Na het vertrek van Jos Smits in 1994 klopte VVV in de zoektocht naar een nieuwe tweede doelman opnieuw bij hem aan. Tussen seizoen 1994/95 en seizoen 2000/01 stond Jacobs in totaal 19 competitiewedstrijden onder de lat bij de Venlose club. Na afloop van zijn profcarrière trad hij daar in dienst als keeperstrainer. Op 11 november 2014 werd de oud-doelman getroffen door een hartstilstand. In januari 2016 werd John Roox aangesteld als nieuwe keeperstrainer bij VVV. Jacobs kreeg als teammanager een ander takenpakket binnen de club met verantwoordelijkheden op het gebied van facilitaire zaken. Ondanks een contract voor onbepaalde tijd na 26 dienstjaren vroeg VVV na de degradatie uit de Eredivisie in 2021 om economische redenen zijn ontslag aan.

## Profstatistieken
| Seizoen         | Club            | Competitie      | Competitie | Competitie | Beker | Beker | Nacompetitie | Nacompetitie | Totaal | Totaal |
| Seizoen         | Club            | Competitie      | Wed.       | Dlp.       | Wed.  | Dlp.  | Wed.         | Dlp.         | Wed.   | Dlp.   |
| --------------- | --------------- | --------------- | ---------- | ---------- | ----- | ----- | ------------ | ------------ | ------ | ------ |
| 1984/85         | FC VVV          | Eerste divisie  | 0          | 0          | 0     | 0     | —            | —            | 0      | 0      |
| 1985/86         | VVV             | Eredivisie      | 0          | 0          | 0     | 0     | —            | —            | 0      | 0      |
| 1994/95         | VVV             | Eerste divisie  | 4          | 0          | 0     | 0     | 0            | 0            | 4      | 0      |
| 1995/96         | VVV             | Eerste divisie  | 1          | 0          | 0     | 0     | 1            | 0            | 2      | 0      |
| 1996/97         | VVV             | Eerste divisie  | 0          | 0          | 0     | 0     | 2            | 0            | 2      | 0      |
| 1997/98         | VVV             | Eerste divisie  | 1          | 0          | 2     | 0     | —            | —            | 3      | 0      |
| 1998/99         | VVV             | Eerste divisie  | 3          | 0          | 0     | 0     | —            | —            | 3      | 0      |
| 1999/00         | VVV             | Eerste divisie  | 7          | 0          | 0     | 0     | —            | —            | 7      | 0      |
| 2000/01         | VVV             | Eerste divisie  | 3          | 0          | 0     | 0     | —            | —            | 3      | 0      |
| Carrière totaal | Carrière totaal | Carrière totaal | 19         | 0          | 2     | 0     | 3            | 0            | 24     | 0      |